# Boa Nova
Boa Nova is een gemeente in de Braziliaanse deelstaat Bahia. De gemeente telt 15.427 inwoners (schatting 2009).
Bij de plaats ligt Nationaal park Boa Nova.

## Aangrenzende gemeenten
De gemeente grenst aan Dário Meira, Itagibá, Manoel Vitorino, Mirante en Poções.

## Verkeer en vervoer
De plaats ligt aan de radiale snelweg BR-030 tussen Brasilia en Ubaitaba.